# Shiling (köpinghuvudort i Kina, Henan Sheng, lat 33,40, long 113,82)
Shiling är en köpinghuvudort i Kina. Den ligger i provinsen Henan, i den centrala delen av landet, omkring 150 kilometer söder om provinshuvudstaden Zhengzhou. Antalet invånare är 31 291. Befolkningen består av 16 358 kvinnor och 14 933 män. Barn under 15 år utgör 20,0 %, vuxna 15-64 år 64 %, och äldre över 65 år 14,0 %.
Runt Shiling är det tätbefolkat, med 427 invånare per kvadratkilometer. Närmaste större samhälle är Zhuantan, 10,3 km sydost om Shiling. Trakten runt Shiling består till största delen av jordbruksmark.
Genomsnittlig årsnederbörd är 968 millimeter. Den regnigaste månaden är juli, med i genomsnitt 178 mm nederbörd, och den torraste är januari, med 9 mm nederbörd.